# Entwicklungsring Süd
Die Entwicklungsring Süd GmbH (EWR) war ein Gemeinschaftsunternehmen der Unternehmen Ernst Heinkel Flugzeugbau GmbH, Messerschmitt AG und der Bölkow GmbH. Die Gesellschaft wurde am 23. Februar 1959 mit Sitz in München gegründet.
Zweck des Unternehmens war Entwicklung und Bau des strahlgetriebenen Senkrechtstarters VJ 101 C.
Heinkel schied 1965 aus dem Unternehmen wieder aus; das Projekt VJ 101 wurde 1968 eingestellt. Schließlich ging der EWR 1969 in Messerschmitt-Bölkow-Blohm (MBB) auf.